# Mario Benedetti
Mario Orlando Hardy Hamlet Brenno Benedetti Farrugia (14. září 1920, Paso de los Toros – 17. května 2009, Montevideo) byl uruguayský novinář a spisovatel.

## Život

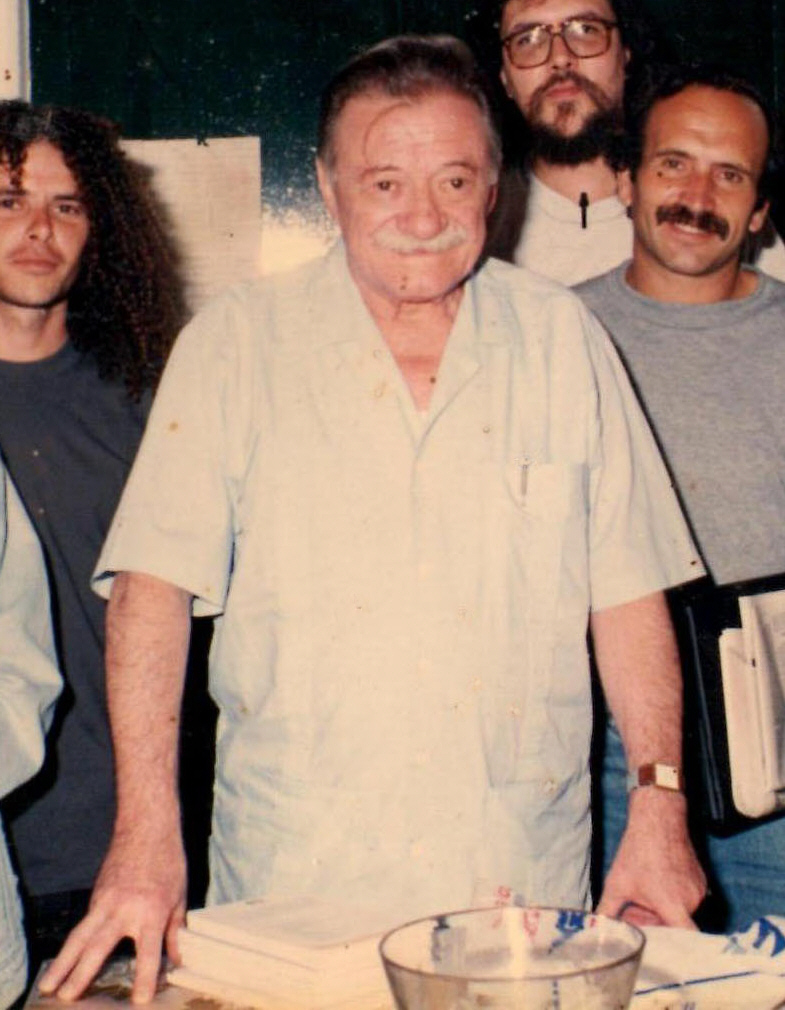
Mario Benedetti

Vystudoval gymnázium v Montevideu a poté pracoval jako prodavač, stenograf a novinář. V letech 1967 až 1968 pracoval v Havaně ve vydavatelství Casa de las Américas. V roce 1973 musel po vojenském převratu uprchnout z Uruguaye a po 12 let žil v exilu v Peru, Argentině a Španělsku. Po návratu z exilu žil střídavě v Montevideu a Madridu.

## Vyznamenání
- velkokříž Řádu Francisca de Mirandy – Venezuela, 2007 – udělil prezident Hugo Chávez[1]

## Tvorba

### Poezie (výběr)
- 1945 - Nesmazatelný podvečer
- 1956 - Básně z kanceláře
- 1961 - Básně dnešního dne
- 1977 - Dům a cihla
- 1982 - Vítr exilu
- 1984 - Zeměpisy
- 1991 - Babylonské samoty
- 1995 - Zapomnění je plné paměti

### Próza (výběr)
- 1960 - Příměří - v českém překladu pod názvem „Chvíle oddechu“. byl přeložen cca do 20 jazyků, stal se předlohou filmu i divadelní hry
- 1965 - Díky za oheň
- 1982 - Jaro s rozbitým nárožím
- 1992 - Čtení z kávy
- 1999 - Psaní do schránky času